# Новое (Мелитопольский район)
Ново́е (укр. Нове́) — посёлок,
Новенский сельский совет,
Мелитопольский район,
Запорожская область,
Украина.
Население — 940 человек (2001 год).
Является административным центром Новенского сельского совета, в который, кроме того, входят сёла
Данило-Ивановка,
Зелёное,
Песчанское,
Садовое и
Тащенак.

## Географическое положение
В километре к северо-западу от Нового проходит железная дорога Мелитополь-Джанкой и находится железнодорожная станция Тащенак.

## История
Посёлок Новое был основан в 1931 году в связи с размещением на прилегающей территории птицефабрики совхоза им. Петровского. В 1949 году совхоз был реорганизован в лесозащитную станцию, а через два года на её базе создали Мелитопольскую МТС. В 1958 году поселок получил нынешнее название. В годы советской власти в Новом размещалась центральная усадьба колхоза «Заря», включавшего в свой состав ряд окрестных сёл. Колхоз владел 7803 га сельскохозяйственных угодий, в том числе 6183 га пахотной земли, и специализировался на выращивании зерновых, бахчевых и кормовых культур, мясо-молочном животноводстве, также садоводстве, овощеводстве и овцеводстве.

## Экономика
- «Авторитет», ЧП.
- «Агрокомплекс 2000», ЧП.
- Учебное хозяйство ТГАТУ[3]

## Объекты социальной сферы
- Школа.
- Клуб.
- Фельдшерско-акушерский пункт.

## Достопримечательности
В Новом находятся братские могилы 284 советских воинов и могила командира 1168-го ордена Красного Знамени стрелкового полка 346-й стрелковой дивизии Героя Советского Союза И. П. Павлюченкова, погибших при освобождении посёлка от гитлеровцев. На братских могилах установлены памятники.

## Знаменитые жители поселка Новое
«История городов и сел Украинской ССР» так описывает подвиг К. Н. Семибратова:

Житель Нового танкист младший лейтенант К. Н. Семибратов вместе с экипажем подбитого танка, оказавшись на захваченной гитлеровцами Смоленщине, создал партизанский отряд. Зимой 1942 г., узнав, что фашисты расстреляли в Свиридове всех мужчин и детей и собираются расправиться с женщинами, партизанский отряд внезапно напал на карателей и уничтожил их. Но в этом бою командир отряда погиб. В память о храбром советском офицере К. Н. Семибратове его имя присвоено колхозу и школе этого смоленского села.

## Галерея
|                                                      |                                                                               |                                         |
| Закусочная на обочине трассы М-18 на окраине посёлка | Въезд в посёлок с трассы М-18, обелиск колхоза «Заря» и корчма «Козацкий мёд» | Железнодорожная станция Тащенак         |
|                                                      |                                                                               |                                         |
| Канал Р-9 у посёлка                                  | Водовод, по которому канал пересекает реку Тащенак                            | Вид на водовод с железнодорожного моста |